# Sonate K. 444
La sonate K. 444 (F.390/L.420) en ré mineur est une œuvre pour clavier du compositeur italien Domenico Scarlatti.

## Présentation
La sonate K. 444 en ré mineur, notée Allegrissimo, forme une paire avec la sonate précédente. Comme pour sa consœur et la K. 337, le dessin mélodique s'inscrit dès l'ouverture, entre des tenues aux extrêmes, par le cinquième doigt de chaque main « créant une plénitude sonore proprement orchestrale ». La pièce en 
 s'apparente à une gigue, avec une prédilection du compositeur à faire alterner de courtes séquences de modes mineurs et majeurs ou de tonalité et dont le discours est suspendu par des points d'orgue,.
Comme quasiment chaque sonate recueillie dans les volumes X à XIII, le dernier du manuscrit de Venise, « on tombe en arrêt devant pratiquement chacune d'elles », en découvrant une telle qualité et une telle diversité d'inspiration.

## Manuscrits
Le manuscrit principal est le numéro 27 du volume X (Ms. 9781) de Venise (1755), copié pour Maria Barbara ; les autres sont Parme XII 23 (Ms. A. G. 31417) et Münster II 40 (Sant Hs 3965).

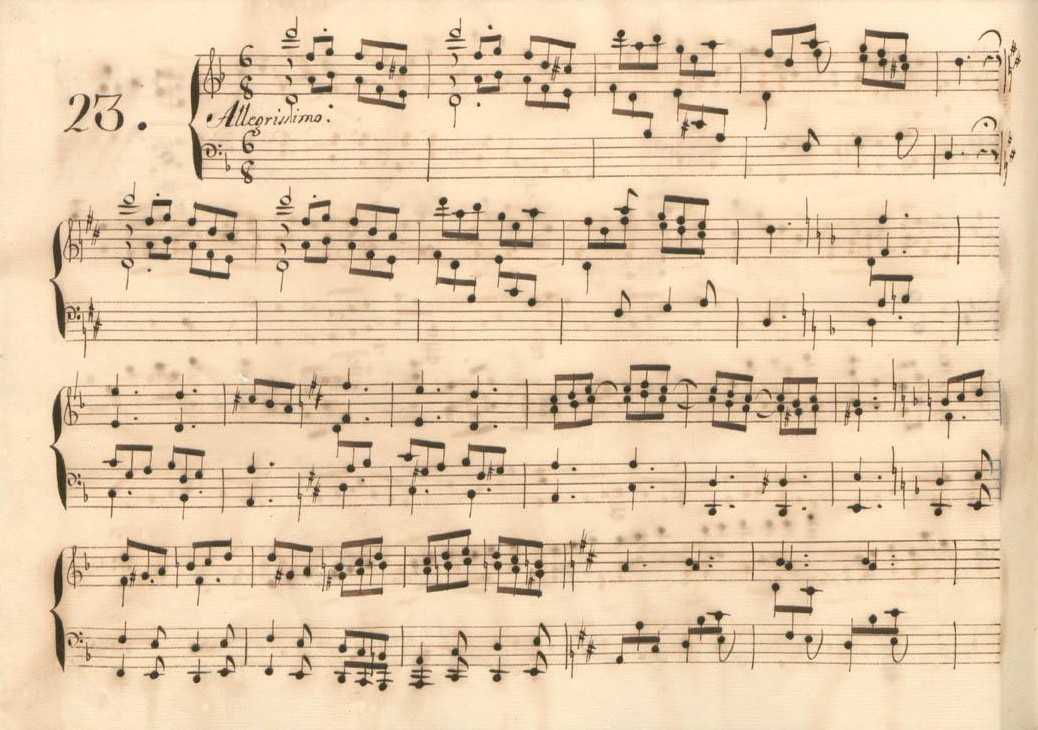
Parme XII 23.
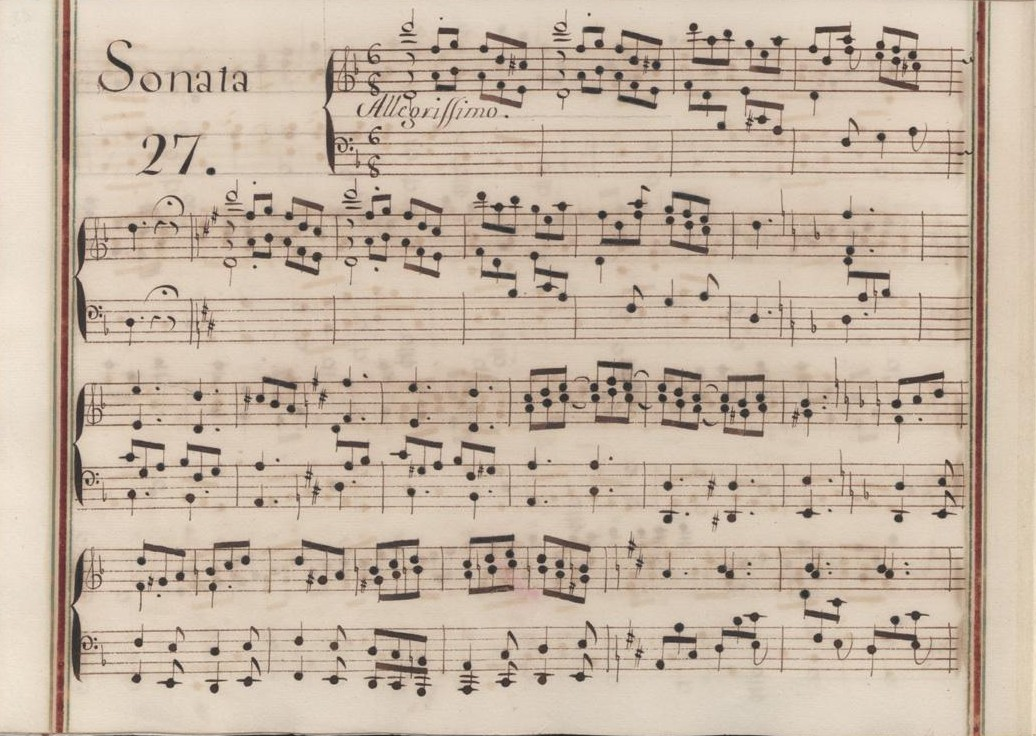
Venise X 27.

## Interprètes
La sonate K. 444 est défendue au piano notamment par Jenő Jandó (1999, Naxos), Carlo Grante (2016, Music & Arts, vol. 5) ; au clavecin par Rafael Puyana (1984, Harmonia Mundi), Scott Ross (1985, Erato), Luc Beauséjour (1995, Analekta), Kenneth Weiss (2001, Satirino), Richard Lester (2003, Nimbus, vol. 4), Pieter-Jan Belder (Brilliant Classics, vol. 10) et Frédérick Haas (2016, Hitasura).

## Sources
: document utilisé comme source pour la rédaction de cet article.
- Ralph Kirkpatrick (trad. de l'anglais par Dennis Collins), Domenico Scarlatti, Paris, Lattès, coll. « Musique et Musiciens », 1982 (1re éd. 1953 (en)), 493 p. (ISBN 978-2-7096-0118-4, OCLC 954954205, BNF 34689181).
- Alain de Chambure, « Domenico Scarlatti : Intégrale des sonates — Scott Ross », Erato (2564-62092-2), 1985 (OCLC 891183737) .
- (en) Carlo Grante, « Domenico Scarlatti, intégrale des sonates pour clavier (vol. 5) », p. 13, Music & Arts (CD-1294), 2017 (OCLC 1079366528) .